# Louise Hammarström
Lovisa "Louise" Katarina Hammarström, född 25 maj 1849 i Hosjö församling i Kopparbergs län, död 5 november 1917 i Kopparberg, Örebro län, var en svensk kemist. Hon räknas ofta som Sveriges första kvinnliga kemist, en ära hon brukar få dela med Anna Sundström men som också skulle kunna gälla Eva Ekeblad. 
Hammarström var prästdotter men blev tidigt faderlös och växte upp vid ett järnbruk i Dalarna, där hon fick erfarenhet av kemiska ämnen. Hon genomgick Tekniska skolan i Stockholm, studerade kemi genom privatlektioner hos Werner Cronquist och vid Stockholms högskola samt anställdes 1877 som assistent vid Cronquists kemisk-tekniska laboratorium i Stockholm, där hon stannade intill 1881. Hon var bergskemist vid Bångbro 1881–1887, Fagersta 1887–1891 och Schisshyttan 1893. Hon upprättade därefter ett eget laboratorium i Kopparberg, företrädesvis för geologiska undersökningar.